# 恩斯特·库默尔
恩斯特·爱德华·库默尔（德語：Ernst Eduard Kummer，1810年1月29日—1893年5月14日），德国数学家。擅長於應用數學。庫默爾教導德國軍官彈道學，其後，他在文理中學，相當於德制高中教了10年的書，在那裏他啟發了利奥波德·克罗内克的數學生涯。

## 生平
库默尔幼年丧父，他和哥哥由母亲抚养长大。1819年他进入索拉乌预科学校，1828年进入哈雷大学。在数学教师的影响下，他放弃了学神学的打算，转而学数学。库默尔终生爱好哲学，他称数学为“哲学的预备科学”。1831年他写出一篇函数论方面的论文，由于这篇论文很出色，库默尔得了奖，并于同年获得了博士学位。毕业后先在预科学校教书。这时期他的工作主要是以函数论为主，最重要的成果是关于超几何级数的。他将论文寄给了卡尔·雅可比和彼得·古斯塔夫·勒热纳·狄利克雷，从此开始了与他们的学术往来。
1840年，库默尔与狄利克雷妻子的表妹结婚。1842年，在狄利克雷和雅可比的推荐下，成为布雷斯劳大学（弗羅茨瓦夫大學前身）的正式教授。从此开始了他第二个创作时期，这个时期持续了20年之久，主题是数论。1848年，他的妻子去世。不久，他又第二次结婚。
当狄利克雷于1855年离开柏林大学到哥廷根接替高斯时，他提名库默尔为接替自己教授职位的第一人选。于是从1855年起，库默尔就成为柏林大学的教授，一直到退休。1856年魏尔斯特拉斯也来柏林大学执教。在库默尔与魏尔斯特拉斯共同努力下，1861年柏林大学开办了德国第一个纯粹数学讨论班。这个讨论班吸引了世界各地有才能的青年数学家。
库默尔在几十年教学生涯中培养了不少数学家，其中最著名的有利奥波德·克罗内克、赫尔曼·施瓦茨等。
库默尔在柏林大学后期是他的第三个创作时期，主要内容是几何．他致力于射线系统，也考虑球体问题。
库默尔在数学上的成就以及他作为优秀教授所享有的盛名，使他赢得了整个欧洲科学界的重视。他长期任柏林大学校长职务。1855年起，就是柏林科学院的院士，从1863年起，担任了15年柏林科学院数理部的秘书。1857年，库默尔的论文“理想的素分解论”（Theorie der idealen Prim faktoren）荣获巴黎科学院的数学大奖。1860年，库默尔成为巴黎科学院的通讯院士；1868年，当选为该院的正式院士。库默尔还是英国皇家学会及其他很多科学学会的成员。
库默尔在数学上受高斯影响极大，他的三个创作时期都是直接受高斯的工作的影响而开始的。此外，狄利克雷对他也有极大影响，他自称，虽然没有听过狄利克雷的课，但狄利克雷是他真正的老师。
库默尔的研究领域主要有三个方面：函数论、数论和几何。在函数论方面，他研究了超几何级数，首次计算了该级数单值群的代入值。在几何方面，他研究了一般射线系统，并用纯代数方法构作了一个四次曲面，它有16个孤立的二重点，16个奇异切平面，现在称之为库默尔曲面。库默尔在数论上花的时间最多，贡献也最大。最重要的是他提出了理想数的概念。当时库默尔所关心的问题首先是高斯研究过的高次互反律，其次是费马大定理。
库默尔生前虽然教了很多课，写了很多讲义和论文，但从未出版过一本教科书。库默尔全集在1975年才由施普林格出版社出版，由著名数学家安德烈·韦伊编辑，共两卷。